# C/1808 R1 Pons
C/1808 R1 Pons è una cometa non periodica scoperta l'11 settembre 1808 dall'astronomo francese Jean-Louis Pons. Poiché fu osservata solo tra l'11 e il 18 settembre 1808, all'epoca non si poté calcolare un'orbita per cui in un certo senso fu una cometa "fantasma" citata solo di passaggio in alcuni cataloghi cometari . Nel 2023 due astrofili, il tedesco Maik Meyer e lo statunitense Gary W. Kronk sono riusciti a reperire, sparse nella corrispondenza scambiata all'epoca della scoperta tra Pons e altri astronomi, sette posizioni che hanno permesso di poter calcolare un'orbita sufficientemente precisa da poter essere pubblicata .